# فيكتوريا فاسيليفا
فيكتوريا فاسيليفا (بالروسية: Васильева, Виктория Борисовна) هي متزلجة على الجليد روسية، ولدت في 25 نوفمبر 2003 في مايتشي، روسيا. 

## حياة مهنية

### السنوات المبكرة
بدأت فاسيليفا تعلم كيفية التزلج في عام 2006 في سن الثالثة. تدربت مع أول مدرب لها، ماريا كودريافتسيفا، في مدرسة موسكوفيتش الرياضية في موسكو حتى عام 2015. في عام 2018، انتقلت إلى سسكا موسكو للتدريب تحت قيادة سيرجي دافيدوف.

## روابط خارجية
- فيكتوريا فاسيليفا على موقع الاتحاد الدولي للتزلج (الإنجليزية)